# UNSMIH
La Missione di supporto delle Nazioni Unite ad Haiti (UNSMIH dall'inglese United Nations Support Mission in Haiti) è stata una missione di pace dell'ONU decisa dal Consiglio di Sicurezza il 28 giugno 1996 con la risoluzione 1063.
La missione rimpiazzò la precedente missione di pace ONU "UNMIH" con il compito di addestrare la polizia locale, aiutare lo sviluppo economico del paese e favorire la riconciliazione nazionale.
Il contingente fu costituito all'incirca da 1.200 persone tra personale civile e militare provenienti da: Algeria, Bangladesh, Benin, Canada, Francia, Gibuti, India, Mali, Pakistan, Russia, Stati Uniti, Togo e Trinidad e Tobago.
La missione si concluse il 30 luglio 1997; il costo totale fu di 47 milioni di dollari.